# ビーバー戦争

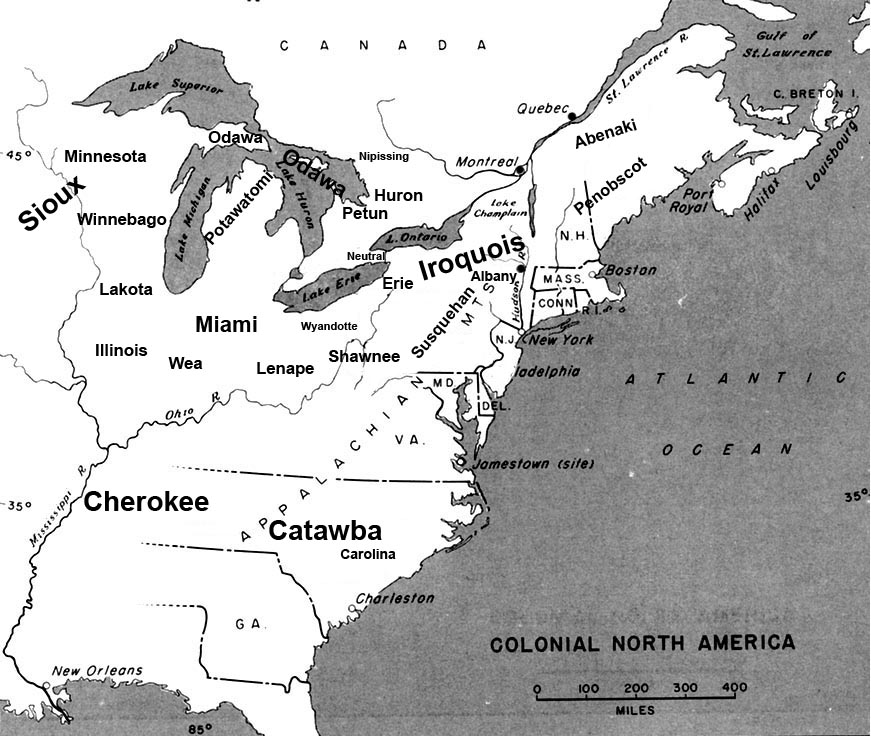
ビーバー戦争当時の北東部一帯の主なインディアン部族勢力図

ビーバー戦争（ビーバーせんそう、英語: Beaver Wars）、またはフランス・イロコイ族戦争（French and Iroquois Wars）、イロコイ族戦争（Iroquois Wars）は、17世紀半ばに北アメリカ東部で戦われた、インディアン部族とフランス植民地軍との一連の「インディアン戦争」の総称である。

## 概要
17世紀、東部から北東部へ北上しつつあった農耕軍事インディアン国家のイロコイ連邦は、勢力を拡張し、またフランス人交易者達と西部の五大湖地域の部族との間の、毛皮などの貿易を独占しようとしていた。毛皮の中でも特にビーバーの毛皮が珍重され、紛争の種になったので、この戦争の名前に付けられた。この紛争によってイロコイ連邦内での部族同士の勢力争いに火が着き、五大湖地方の大多数のアルゴンキン語族系部族をモホーク族が支配することになった。
この戦争は極度に残虐な性格があり、合衆国でのインディアン戦争の歴史の中でも最も血塗られた戦闘の連続となった。結果としてのイロコイ族の領土拡大は、ワイアンドット族（ヒューロン族）、ニュートラル族、エリー族およびサスケハンノック族といった大きな部族同盟の幾つかを破壊して北東部の勢力地図を塗り替え、他の北東部部族をミシシッピ川の西に追いやることになった。オハイオ領土とミシガン半島低地は、避難民がイロコイ戦士から逃がれて西に移動したため、一時期インディアンがいなくなった。この地域には間もなくオハイオのインディアン部族が戻ってきたが、一般に多くの部族が混じり合った「連合共和国」であり、個々のインディアン部族ではなかった。
アルゴンキン語族系のインディアン部族とイロコイ族の社会はこの戦争で大きな影響を受けた。戦争の結果、ニューネーデルラント植民地のオランダ人とイロコイ族の同盟が消失し、この植民地へのイギリスの進出への対抗手段としてフランスがイロコイ族との同盟を求めるようになった。最終的にはイロコイ族がイギリスとの交易を行うようになり、後の大英帝国による植民拡張で重要な役目を果たすようになった。

## 発端
1540年代に、フランス人のジャック・カルティエがセントローレンス川渓谷を探検した。カルティエの記録では、セントローレンス・イロコイ族（スタダコナンあるいはローレンシアンとも）と遭遇し、スタダコナとオシュラガを含む砦化された集落を幾つか占領した。この「スタダコナン族」は、前年にこの集落を襲撃し、200人を殺した「トウダマン族」として知られる他の部族と戦争をしているところだった。欧州での戦争や政策によって、セントローレンス川渓谷のフランスによる植民地化は17世紀初めまで進まなかった。フランス人はこの地に戻ってきて、スタダコナとオシュラガの場所が放棄され、見知らぬ敵によって完璧に破壊されていることに驚かされた。
スタダコナとオシュラガの破壊について、イロコイ連邦の加担を上げる歴史家もいるが、それを支持する証拠はほとんど無い。イエズス会の報告書「イエズス会の関係」に載っているイロコイの口伝によると、モホーク・イロコイ族とサスケハノック族およびアルゴンキン語族の同盟との間に1580年から1600年まで死闘が続いたとある。ちなみに「アルゴンキン語族」というのは語族であってインディアンの部族名や民族名ではない。
フランス人が1601年にこの地域を再び訪れたとき、セントローレンス川渓谷では既に血で血を洗う長い戦いの中にあった。事実、サミュエル・ド・シャンプランがセントローレンス川岸のタドゥサックに上陸したとき、彼とそのフランス人冒険家の小さな集団は即座に、モンターネ族、アルゴンキン語族およびヒューロン族によって戦士に仲間入りさせられ、彼らの敵への攻撃を手伝わされた。
イロコイ族とフランスの関係は、17世紀初頭はあまり協調的なものでなかった。1609年、シャンプランがアルゴンキン族の部隊に加わり、シャンプレーン湖岸でイロコイ族と戦ったのが最初であった。シャンプラン自身は火縄銃でイロコイ族の戦士3人を殺した。1610年、シャンプランと火縄銃で武装した部隊がアルゴンキン語族とヒューロン族を助け、イロコイ族の大部隊を破った。1615年、シャンプランはヒューロン族の襲撃隊に加わり、イロコイ族の集落、おそらくオノンダーガ族の集落の包囲戦に参加した。包囲戦は結局失敗し、シャンプランは負傷した。
しかし、1630年代までにイロコイ族はオランダ人との交易で得た白人の武器で武装するようになり、火縄銃の扱いに慣れてくると、アルゴンキン語族、ヒューロン族および他の宿敵部族との戦争に活用するようになった。一方フランス人は同盟部族に対する火器の交易を禁ずる処置に出たが、キリスト教に改宗した個人に対する贈り物として火縄銃が偶に贈られることがあった。イロコイ族の初めの攻撃目標は宿敵部族であるアルゴンキン語族である、マヒカン族、モンターネ族およびワイアンドット族（ヒューロン族）であったが、これらの部族とフランスが同盟したことで、イロコイ族は白人入植者との激しく血なまぐさい戦いに突入することになった。
17世紀半ばにイロコイ族の勢力内で、ビーバーが極端に少なくなったことで戦争が加速されたと指摘する歴史家もいる。戦争が行われていた頃、イロコイ族は現在のニューヨーク州でオンタリオ湖の南、ハドソン川の西に住んでいた。イロコイ族の土地は多数の部族の間の飛び地となっており、西側はオハイオ郡のショーニー族などアルゴンキン語族、北側はセントローレンス川沿いのイロコイ語を話すがイロコイ連邦には入っていないヒューロン族などに取り囲まれていた。
1620年代にオランダ人がハドソン渓谷に交易拠点を設けたことで、イロコイ族、特にモホーク・イロコイ族は武器や他のヨーロッパ製品を購入するために交易に頼るようになった。しかし銃の導入によって、ビーバーの個体数の減少に拍車がかかり、1640年までにハドソン渓谷からほとんど消えてしまった。このために交易の中心はより北の寒いセントローレンス川沿いの地域に移った。その地域はヌーベルフランスのフランス人と密接な交易を続けていたヒューロン族の勢力圏だった。イロコイ族は自らを、その地域で最も文明化されており、進んだ民族だと考えていたが、毛皮交易については他の民族に負けていることが分かった。疫病で人口が減少することを恐れたイロコイ族は、勢力拡大に走り始めた。

## イロコイ族のヌーベルフランス攻撃
1640年代初期、イロコイ族がフランスと交易しているワイアンドット族を混乱させようとしてセントローレンス川沿いの集落を襲った。1649年、イロコイ族はワイアンドット族領地の中心部に破壊的な攻撃を掛け、幾つかの重要な集落と数百名の住民を殺した。殺された中にはイエズス会宣教師のジャン・ブレビュフ、シャルル・ガルニエおよびガブリエル・ラルマンが含まれていた。彼らは白人の間ではローマ・カトリック教会の殉教者と見なされた。この攻撃に続いて、残っていたワイアンドット族は五大湖地方のアニシナベ連邦（オジブワ族）の援助を求めて散り散りになった。同地ではオダワ族系のオッタワ族が残って、後にフランスとの毛皮交易を引き継ぐことになった。
1650年代早く、イロコイ族はフランス人入植者への攻撃を始めた。イロコイ連邦の中にはオナイダ族やオノンダーガ族のようにフランス人と平和的な関係を持っている部族もいたが、モホーク族の影響下にあることも事実だった。モホーク族は連邦の中でも最強の部族であり、フランス人が存在することに敵対意識を持っていた。カナクイーズ酋長による和平交渉が失敗すると、好戦的な部隊が北へシャンプレーン湖からリシュリュー川を通ってヌーベルフランスに侵攻し、モントリオールを攻撃し封鎖した。彼らは森の中を素早く音もなく移動し、突然襲いかかって、斧や皮剥ぎナイフで敵を襲うという常套戦法で、モホーク族は孤立した農園や入植地を襲った。捕虜をイロコイ族の村に連れ帰る場合もあった。捕虜が女子供の場合は部族の生活の中に組み入れられた。「新しい血」を部族の同胞に迎える、というこの風習はイロコイ族の伝統文化である。
このような襲撃は常にあるというものではなかったが、インディアンの土地に入植地を開いたヌーベルフランスの住人を恐れさせ、また彼らは無力だった。このような攻撃に反撃したのが、フランス系カナダ人にとっての何人かの英雄であり、たとえばドラール・デ・オルモーはセントローレンス川とオタワ川の合流点にあるロング・ソールトでのイロコイ族の攻撃に抵抗し、1660年5月に死んだ。オルモーはその犠牲によって入植地モントリオールを救うことに成功した。白人の間の他の英雄には、1692年に14歳で、イロコイ族の攻撃に対する家族の防衛を率いたマドレーヌ・ド・ヴェルシェールがいた。

## イロコイ族の西部侵入
イロコイ族は北部へ攻撃を掛けるのと同じ頃に、西の五大湖地方への拡大も始めた。1650年代までにイロコイ族はバージニア植民地からセントローレンス川まで拡がる広大な領域を支配した。西部については、広い範囲で制圧行動を取った。セネカ族が先導したイロコイの戦士団はオンタリオ南部に住んでいたニュートラル族連邦をまず破壊した。ニュートラル連邦は数の上では引けをとらなかったが、ヨーロッパ製の銃がなかった。次には、エリー湖岸を領土としていたエリー族、すなわち「猫の民族」(Nation of the Cat)の大きな連邦を壊滅させた。続いてオハイオ郡にいたアルゴンキン語族のショーニー族を追い出し、現在で言うところのイリノイ郡はミシシッピ川まで支配下に置いた。
イロコイ族の拡大とオジブワ族（アニシナーベク連邦）との戦争の結果、スー族など北東部の民族はミシシッピ川を越えてグレートプレーンズまで押し出され、農耕を棄て狩猟民となった。その他の避難民は五大湖地方に溢れ、その地域に元々いた部族との争いになった。戦闘の大半はアニシナーベク連邦とイロコイ連邦の間で起こった。最後の大きな戦いはワサガ湖岸で起こったものだった。

## フランスの反撃
1660年代半ばになって、フランスが正規兵の小さな派遣部隊を送り込んだことにより、戦争の流れが変わった。この部隊は茶色の制服の「カリニャン・セリエール連隊」で、カナダの地を踏んだ最初の職業的兵士の部隊となった。同じ頃、イロコイ族と同盟していたオランダ人は南部のイギリスからの攻勢でニューネーデルラントの支配権を失っていた。
1666年1月、ヌーベルフランスの副王でトレーシー侯爵のアレクサンドル・ド・プルーヴィルに率いられたフランス軍がイロコイ族の本拠に侵攻した。侵攻そのものは失敗だったが、カナクイーズ酋長を捕虜にした。9月、フランス軍はリシュリュー川を下ってイロコイ族領土への2度目の侵略を行った。イロコイ族の部隊を見つけられなかったフランス軍はトウモロコシなどの作物や家を焼いて本陣に戻った。フランス人によるこの焦土作戦によって、多くのイロコイ族がその年の冬、飢えで死んだ。
イロコイ族は和平を求め、これが一世代続いた。その間にカリニャン・セリエール連隊は入植者として植民地に残り、植民地の人口動態を大きく変えた。この連隊の兵士はカナダに来る前にオスマン帝国と戦った熟練兵であった。態度や言葉遣いが荒く、牧師達がセントローレンス川の堤において、「静かで敬虔な社会を作ろう」という望みは消えた。イロコイ族が一時的におとなしくなっていたので、カリニャン・セリエール連隊が1667年に立ち去った後になって、植民地の監督者はやっと民兵を組織化する手段を採り始めた。牧師と一部役人を除き、16歳から65歳までの男はすべてマスケット銃と弾薬を配給され民兵活動の責を負った。

## 戦争の再開
1683年、知事でフロントナック伯爵のルイ・ド・ビュアドがこれまでにない攻撃的な姿勢で、西方での毛皮交易の独占を企み、私財を肥やそうとしたことで、フランスとイロコイ族の間の戦争が再開された。このビュアドの行動は地域のイロコイ族の活動を抑えてしまおうというものだった。この戦争は10年続き、初期のものように血なまぐさいものとなった。
敵意を新たにした民兵隊は1683年以降、フランス海軍の小さな正規兵部隊「フランス海兵中隊」によって補強された。この中隊はヌーベル・フランスに最も長く駐屯したフランス正規軍部隊となった。兵士達は何年も植民地にいる間に意気投合し、士官達は完全にカナダ化された。ある意味でこの部隊はカナダで最初の職業的軍隊と位置付けられる。民兵とフランス中隊の双方の士官任務は植民地社会で目立ち、有望な地位となった。民兵はフランス中隊の兵士と共に、同盟アルゴンキン語族系インディアンの服装をし、元々はイロコイ族の戦法スタイルである、いわゆる「小戦闘」(la petite guerre)、素早く行動的な戦闘を得意とした。これは「音をたてず森を抜ける長行軍」と、「敵の野営地や居住地への急襲」というものだった。
イロコイ族との戦いを続ける内に、彼らフランス兵の悪評高いこの戦法はイギリス人の入植地に対しても行われた。特にこれは1690年に今日のニューヨーク州シェネクタディ、ニューハンプシャー州サーモン・フォールズおよびメイン州ポートランドで行われたものが知られている。イロコイ族の襲撃と同じく、フランス兵によって、イギリス入植者は無差別に殺されるか捕虜にして連れ去られた。

## 大いなる和平
1698年、イロコイ族はこの戦争が本質的にイギリスが焚きつけたものであり、自分達が都合の良い生贄になっていると悟り、戦争を終わらせたいと考え始めた。一方フランスは、イロコイ族をヌーベル・フランスと南のイギリスとの間の防塁にして置きたかった。
1701年、モントリオールで31名のイロコイ族酋長達とフランス植民地政府およびイギリス植民地政府が署名した「偉大なる平和」(Grande Paix)の条約が締結された。この条約では、イロコイ族が略奪を止め、五大湖地方の避難民が東部に戻ることを認めた。結果的にショーニー族はオハイオ郡と低地アレゲニー川の領土を取り戻した。